# Leesburg (Alabama)
Leesburg es un pueblo ubicado en el condado de Cherokee en el estado estadounidense de Alabama. En el censo de 2000 su población era de 799 habitantes.

## Demografía
En el 2000 la renta per cápita promedia del hogar era de $ 34.779$, y el ingreso promedio para una familia era de 36.250$. El ingreso per cápita para la localidad era de 15.583$. Los hombres tenían un ingreso per cápita de 31.205$ contra 17.895$ para las mujeres.

## Geografía
Leesburg está situado en 34°10′57″N 85°46′8″O / 34.18250, -85.76889 (34.182624, -85.768986)
Según la Oficina del Censo de los EE. UU., la ciudad tiene un área total de 6.44 millas cuadradas (16.69 km²).